# Condictio furtiva
Die condictio (ex causa) furtiva ist eine sachverfolgende adjektizische Klage des römischen Formularprozesses. Sie zielte darauf ab, dem Dieb aufzuerlegen, dem Bestohlenen die rechtswidrig angeeignete Sache zurückzugeben oder bei Unmöglichkeit deren (einfachen) Wert zu ersetzen.